# 岡本全勝
岡本 全勝（おかもと まさかつ、1955年1月1日 - ）は、日本の総務官僚。元内閣官房参与、市町村職員中央研修所（市町村アカデミー）学長。
東京大学大学院総合文化研究科教授、内閣府大臣官房審議官、内閣官房内閣審議官、総務省大臣官房審議官、内閣総理大臣秘書官、復興庁事務次官などを歴任した。本名は「まさかつ」だが、音読みで「ぜんしょう」と呼ばれることもある。

## 概要

### 生い立ち
1955年1月、奈良県高市郡（後の高市郡明日香村）生まれ。
奈良女子大学文学部附属高等学校を卒業し、上京して東京大学に入学し法学を学んだ。1978年に同大学の法学部を卒業し、自治省に入省した。

### 自治官僚
自治省では地方財政に関する職務を多く経験しており、自治省財政課・交付税課課長補佐、大臣秘書官などを務め、自治大学校では教授として指導に当たった。また、都道府県への出向も経験しており、徳島県庁財政課での勤務をはじめ、鹿児島県財政課長や富山県総務部長を務めた。2001年の中央省庁再編を控え内閣に設置された省庁改革本部では、参事官として活動した。

### 総務官僚
2001年1月6日の中央省庁再編に自治省が廃止されると、以降は総務省に勤務。総務省の自治財政局交付税課長や、官房三課長の一つである大臣官房総務課長を歴任した。また、2002年から文部科学教官併任となり、東京大学大学院総合文化研究科教授を兼務。他に、一橋大学公共政策大学院講師や慶應義塾大学法学部講師、日本大学大学院法学研究科講師も務めた。
2006年から内閣府大臣官房審議官や内閣官房内閣審議官を務め、「再チャレンジ」政策を主として担当した。その後、総務省に戻り大臣官房審議官を務めていた。

### 麻生政権
麻生内閣の成立による内閣総理大臣秘書官の定数増員に伴い、総務省出身者としては初の内閣総理大臣秘書官に任じられ、内閣官房に勤務する。麻生内閣の事務担当の内閣総理大臣秘書官としては、岡本の入省年次が最も古かった。そのため、同職の中では岡本が筆頭格とされた。
2008年10月17日の経済財政諮問会議にて、内閣総理大臣の麻生太郎が消費税率引き上げは不可避とする意見を述べたところ、即座に岡本が「総理! 今の発言は議事録から削除します」と大声で主張し始めたため、出席していた議員らを驚かせた。ただ、実際に公表された経済財政諮問会議の議事要旨には、「基本的には消費税は上げねばならぬ」「それは避けては通れない。それだけは覚悟しないと、やはり責任政党としてはいかがなものか」との麻生の発言が収録されている。

### 民主党政権以降
鳩山由紀夫内閣の成立にともない、内閣総理大臣秘書官を退任し、消防大学校の校長に就任。翌年には自治大学校の校長となる。また日本大学法学部大学院・慶応大学法学部講師を兼任する。2011年3月、内閣府被災者生活支援特別対策本部事務局次長となる。2011年6月、内閣審議官・東日本大震災復興対策室審議官併任東日本大震災復興対策本部事務局次長 内閣府官房審議官となる。2012年2月、復興庁統括官となる。2015年3月、復興庁事務次官となる。2016年6月、復興庁事務次官を退任し、内閣官房参与、福島復興再生総局事務局長に就任。2020年9月16日、安倍晋三首相辞任に伴い、内閣官房参与を退職した。同月18日、福島復興再生総局事務局長も退任。
2025年（令和7年）春の叙勲で瑞宝重光章を受章した。

## 人物
ファッションにはこだわりがあり、ソフト帽を使用している。
総務大臣政務官を務めた景山俊太郎は、岡本を「知恵者」と評している。岡本が内閣総理大臣秘書官に抜擢されると、景山は「持ち前の明るさと緻密な頭脳で麻生政権のエンジンとして頑張られることを期待しています。小泉内閣の丹後秘書官に匹敵するような存在なられると思います」とのエールを贈っている。

## 略歴
- 1955年 - 誕生。
- 1973年 - 奈良女子大学文学部附属高等学校卒業。
- 1978年 - 東京大学法学部卒業。
- 1978年 - 自治省入省、徳島県財政課。
- 1980年 - 自治省財政局財政課。
- 1983年 - 鹿児島県総務部学事文書課長。
- 1985年 - 鹿児島県総務部税務課長。
- 1986年 - 鹿児島県総務部財政課長。
- 1988年 - 自治省自治大学校教授。
- 1989年 - 自治省財政局公営企業第一課課長補佐。
- 1990年 - 自治省財政局交付税課課長補佐
- 1992年 - 自治大臣秘書官
- 1994年 - 富山県総務部長
- 1998年 - 内閣中央省庁等改革推進本部参事官。
- 2001年 - 総務省自治財政局交付税課長。
- 2002年 - 文部科学教官併任・東京大学大学院総合文化研究科客員教授兼任。
- 2004年 - 総務省大臣官房総務課長。
- 2005年 - 一橋大学公共政策大学院講師。
- 2006年 - 内閣府大臣官房審議官（経済社会システム担当）兼内閣官房再チャレンジ担当室長。
- 2006年 - 内閣官房内閣審議官。
- 2006年 - 内閣官房再チャレンジ担当室室長。
- 2007年 - 慶應義塾大学法学部講師。
- 2008年 - 総務省大臣官房審議官（財政制度、財務担当）。
- 2008年 - 内閣官房内閣総理大臣秘書官。
- 2009年 - 総務省消防庁消防大学校長。
- 2010年 - 総務省自治大学校長。
- 2010年 - 日本大学大学院法学研究科講師、慶應義塾大学法学部講師。
- 2011年3月 - 内閣府被災者生活支援特別対策本部事務局次長
- 2011年6月 - 内閣審議官・東日本大震災復興対策室審議官併任東日本大震災復興対策本部事務局次長 内閣府大臣官房審議官
- 2012年2月 - 復興庁統括官兼内閣官房内閣審議官（内閣官房副長官補付）
- 2012年7月 - 併任解除、復興庁統括官
- 2015年3月 - 復興庁事務次官
- 2016年6月 - 内閣官房参与兼福島復興再生総局事務局長
- 2020年9月 - 内閣官房参与兼福島復興再生総局事務局長退任
- 2021年10月 - 市町村職員中央研修所（市町村アカデミー）学長[14]

## 著作

### 単著
- 岡本全勝著『地方交付税・仕組と機能――地域格差の是正と個性化の支援』大蔵省印刷局、1995年。ISBN 4172609007
- 岡本全勝著『地方自治五十年――私達の得たもの忘れてきたもの』富山県職員研修所、1997年。
- 岡本全勝著『富山県庁の挑戦――私の行政改革論』富山県職員研修所、1998年。
- 岡本全勝著『省庁改革の現場から――なぜ再編は進んだか』ぎょうせい、2001年。ISBN 4324066302
- 岡本全勝著『地方財政改革論議――地方交付税の将来像』ぎょうせい、2002年。ISBN 432406850X
- 岡本全勝著『新地方自治入門――行政の現在と未来』時事通信社、2003年。ISBN 4788703629
- 岡本全勝著『明るい公務員講座』時事通信社、2017年。ISBN 9784788714939
- 岡本全勝著『明るい公務員講座 仕事の達人編』時事通信社、2018年。ISBN 9784788715493

### 共著
- 大石利雄・岡本全勝著『地方財政法』ぎょうせい、1993年。ISBN 4324030308
- 岡本全勝・山本邦彦・北良治ほか著『三位一体改革と自治体財政』公人の友社、2006年。ISBN 4875553951

### 編纂
- 岡本全勝編『地方財政の発展と新たな展開』ぎょうせい、1995年。ISBN 4324044090
- 岡本全勝編『東日本大震災 復興が日本を変える―行政・企業・NPOの未来のかたち』ぎょうせい、2016年。ISBN 9784324101278